# BBDO
BBDO ist eine weltweit agierende Werbe- und Marketingagentur mit Hauptsitz in New York und Niederlassungen in 79 Ländern. Der Name der Firma leitet sich von den Gründern Batten, Barton, Durstine & Osborn ab. Die BBDO Worldwide ist Teil der Omnicom Group. Derzeitiger CEO von BBDO Worldwide ist Nancy Reyes, die das Agentur-Netzwerk seit 2024 führt. In Deutschland leitete von März 2019 an Marianne Heiß die BBDO Group Germany, im April 2023 hat Christian Rätsch übernommen.

## Geschichte
BBDO ging aus zwei Vorgängerunternehmen hervor: die von George Batten im Jahr 1891 in New York gründete Batten Company und die 1919 von Bruce Fairchild Barton, Roy Sarles Durstine und Alex F. Osborn in New York gegründete Agentur Barton, Durstine & Osborn (BDO). Beide Unternehmen fusionierten im Jahr 1925 zur Batten, Barton, Durstine & Osborn Company.
In Deutschland wurde BBDO 1956 von Günther Gahren, Vilim Vasata und Jürgen Scholz unter dem Namen TEAM gegründet und später in BBDO umbenannt.
Im Jahr 2023 gehörten zur BBDO Group Germany die BBDO-Büros in Düsseldorf und Berlin sowie die Agenturmarken Interone, Peter Schmidt Group, Ketchum, Omnicom Media Group, sowie Batten & Company.

## Auszeichnungen
Im Jahr 2005 wurde das Netzwerk von drei Werbefachzeitschriften, Adage, AdWeek und Campaign jeweils zur „Agentur des Jahres“ gewählt. Alle drei Auszeichnungen gingen erstmals im selben Jahr an ein und dieselbe Agentur. Im Jahr 2007 war BBDO Germany mit sieben gewonnenen Löwen zum ersten Mal die erfolgreichste deutsche Agentur beim großen Werbefestival in Cannes. The Big Won kürte BBDO 2016 zum zwölften Mal zum Netzwerk des Jahres. 2016 wurde BBDO vom Gunn Report zum insgesamt elften Mal in Folge zum kreativsten weltweiten Netzwerk gewählt. Die BBDO-Gruppe war das beste deutsche Netzwerk beim Ranking des deutschen ADC 2014, 2015, 2016 und 2017 und 2021 und steht seit 2021 auf Platz eins im Ranking der besten Kreativagenturen.